# Episodi di Kraft Television Theatre (ottava stagione)
L'ottava stagione della serie televisiva Kraft Television Theatre è stata trasmessa in anteprima negli Stati Uniti d'America dalla NBC tra il 29 settembre 1954 e il 21 settembre 1955.
| nº | Titolo originale                | Titolo italiano | Prima TV USA      | Prima TV Italia |
| -- | ------------------------------- | --------------- | ----------------- | --------------- |
| 1  | A Simple Matter                 |                 | 29 settembre 1954 |                 |
| 2  | The Office Dance                |                 | 6 ottobre 1954    |                 |
| 3  | Papa Was a Sport                |                 | 13 ottobre 1954   |                 |
| 4  | The Luck of Roaring Camp        |                 | 20 ottobre 1954   |                 |
| 5  | Split Level                     |                 | 27 ottobre 1954   |                 |
| 6  | Full of the Old Harry           |                 | 3 novembre 1954   |                 |
| 7  | The World and the Werners       |                 | 10 novembre 1954  |                 |
| 8  | The Independent                 |                 | 17 novembre 1954  |                 |
| 9  | Emma                            |                 | 24 novembre 1954  |                 |
| 10 | Camille                         |                 | 1º dicembre 1954  |                 |
| 11 | Career                          |                 | 8 dicembre 1954   |                 |
| 12 | Account Rendered                |                 | 15 dicembre 1954  |                 |
| 13 | The Little Stone of God         |                 | 22 dicembre 1954  |                 |
| 14 | Strangers in Hiding             |                 | 29 dicembre 1954  |                 |
| 15 | One Hill, One River             |                 | 5 gennaio 1955    |                 |
| 16 | Patterns                        |                 | 12 gennaio 1955   |                 |
| 17 | The Written Word                |                 | 19 gennaio 1955   |                 |
| 18 | Boys Will Be Boys               |                 | 26 gennaio 1955   |                 |
| 19 | The Skin Game                   |                 | 2 febbraio 1955   |                 |
| 20 | Patterns                        |                 | 12 gennaio 1955   |                 |
| 21 | Departure                       |                 | 16 febbraio 1955  |                 |
| 22 | The Emperor Jones               |                 | 23 febbraio 1955  |                 |
| 23 | Half the World's a Bride        |                 | 2 marzo 1955      |                 |
| 24 | The Night Watcher               |                 | 9 marzo 1955      |                 |
| 25 | Jeannie                         |                 | 16 marzo 1955     |                 |
| 26 | The Story of Mary Surratt       |                 | 23 marzo 1955     |                 |
| 27 | The Southwest Corner            |                 | 30 marzo 1955     |                 |
| 28 | Whim of Iron                    |                 | 6 aprile 1955     |                 |
| 29 | Now, Where Was I?               |                 | 13 aprile 1955    |                 |
| 30 | Gramercy Ghost                  |                 | 20 aprile 1955    |                 |
| 31 | A Seacoast in Bohemia           |                 | 27 aprile 1955    |                 |
| 32 | Flowers for 2-B                 |                 | 4 maggio 1955     |                 |
| 33 | Judge Contain's Hotel           |                 | 11 maggio 1955    |                 |
| 34 | The Braveness of Christy Fellon |                 | 18 maggio 1955    |                 |
| 35 | Million Dollar Rookie           |                 | 25 maggio 1955    |                 |
| 36 | A Woman for Tony                |                 | 1º giugno 1955    |                 |
| 37 | Someone to Hang                 |                 | 8 giugno 1955     |                 |
| 38 | My Aunt Daisy                   |                 | 15 giugno 1955    |                 |
| 39 | Drop on the Devil               |                 | 22 giugno 1955    |                 |
| 40 | The Mob                         |                 | 29 giugno 1955    |                 |
| 41 | Impasse                         |                 | 6 luglio 1955     |                 |
| 42 | The Straw                       |                 | 13 luglio 1955    |                 |
| 43 | In the La Banza                 |                 | 20 luglio 1955    |                 |
| 44 | Meet a Body                     |                 | 27 luglio 1955    |                 |
| 45 | Spur of the Moment              |                 | 3 agosto 1955     |                 |
| 46 | Two Times Two                   |                 | 10 agosto 1955    |                 |
| 47 | The Failure                     |                 | 17 agosto 1955    |                 |
| 48 | The Haunted                     |                 | 24 agosto 1955    |                 |
| 49 | The Chess Game                  |                 | 31 agosto 1955    |                 |
| 50 | Woman of Principle              |                 | 7 settembre 1955  |                 |
| 51 | It's Only Money                 |                 | 14 settembre 1955 |                 |
| 52 | The King's Bounty               |                 | 21 settembre 1955 |                 |